# Norbert Schemansky
Norbert Schemansky (Detroit, Míchigan; 30 de mayo de 1924-Dearborn, 7 de septiembre de 2016) fue un levantador de pesas olímpico polacoestadounidense.
Schemansky fue el primer levantador de pesas en ganar cuatro medallas olímpicas, a pesar de perderse en 1956 los Juegos Olímpicos debido a problemas en su espalda.
Fue incluido en el salón de la fama de la Federación Internacional de Halterofilia en 1997.